# Bruflat
Bruflat är en kyrkby som utgör centralort och enda tätort i Etnedals kommun i Innlandet fylke i Norge. Orten ligger vid älven Etna, där fylkesväg 251 möter fylkesväg 2466. Här finns Bruflats kyrka.

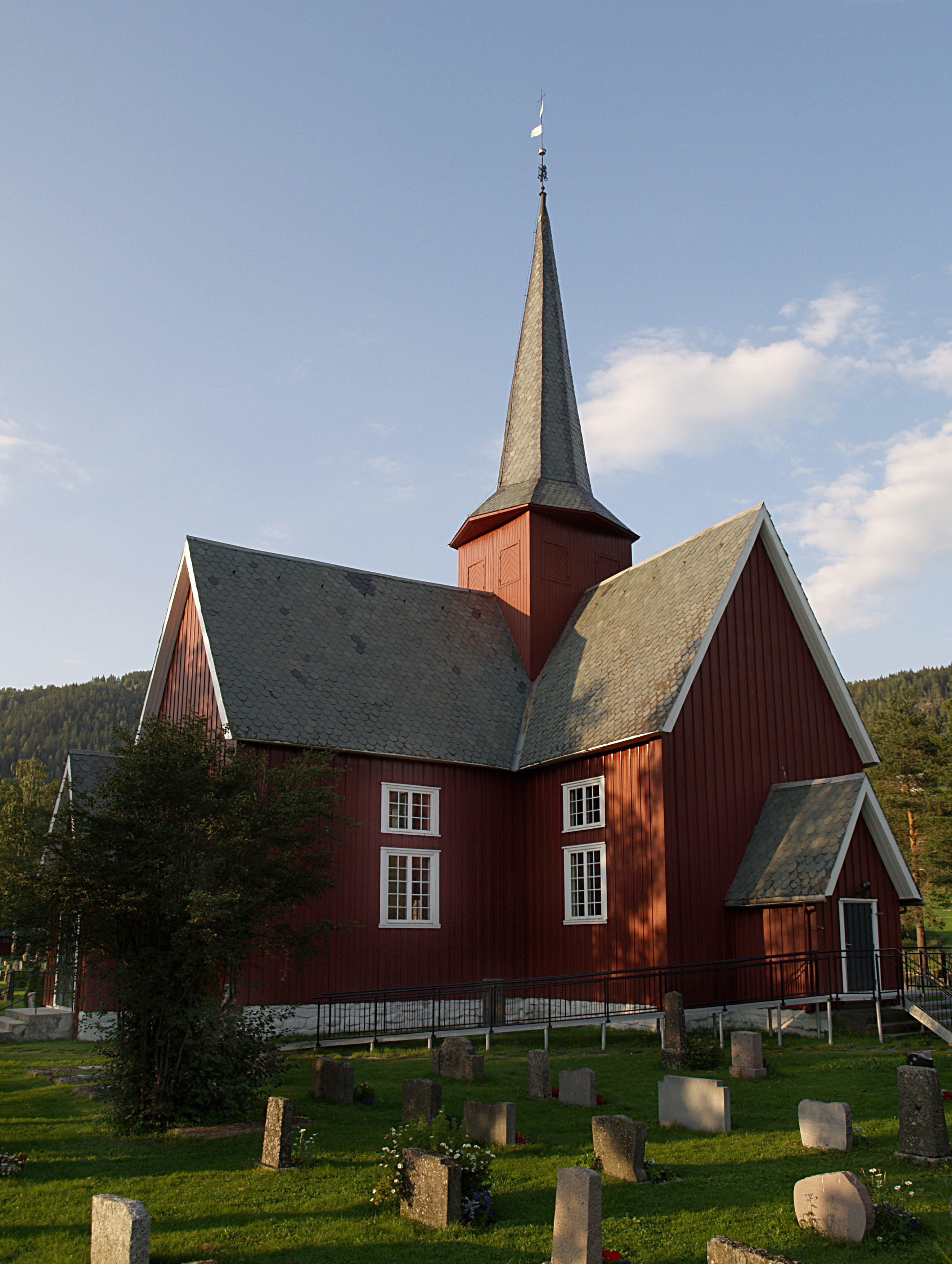
Bruflats kyrka.